# Vito Cascio Ferro
Vito Cascio Ferro, conosciuto come Don Vito (Palermo, 22 gennaio 1862 – Pozzuoli, 20 settembre 1943), è stato un mafioso italiano, legato a Cosa Nostra e alla «Mano Nera» a New York.

## Biografia

### Primi anni
Vito Cascio Ferro nacque a Palermo il 22 gennaio del 1862 da una povera famiglia contadina. Ancora bambino, si trasferì con la famiglia a Bisacquino, in provincia di Palermo, poiché Accursio Cascio Ferro, il padre, era stato assunto come campiere presso il locale feudo Santa Maria del Bosco di proprietà dei baroni Inglese.
Nel 1884 Cascio Ferro venne accusato di estorsione e incendio doloso, venendo prosciolto per insufficienza di prove. Nel 1892, militò nelle file del Fascio contadino di Bisacquino, riuscendo in seguito a diventarne anche dirigente, ma a causa della dura repressione attuata dal Ministro dell'interno Francesco Crispi nei confronti dei Fasci siciliani si trovò costretto ad abbandonare la Sicilia, cercando rifugio in Tunisia nel 1894. Tornato a Bisacquino poco tempo dopo, Cascio Ferro riuscì a far fortuna imbastendo una flottiglia di pescherecci per lo smercio in Tunisia del bestiame rubato lungo il territorio della provincia di Palermo; fece quindi richiesta per entrare a far parte del Circolo dei Civili di Bisacquino, frequentato dai locali proprietari terrieri, ma la sua domanda d'iscrizione venne respinta all'unanimità. Allora Cascio Ferro entrò all'interno della sede del circolo in groppa al suo asino, minacciando pubblicamente i presenti, per dimostrare il suo potere.
Nel 1898 Cascio Ferro venne arrestato per il rapimento della baronessina Clorinda Peritelli di Valpetroso e subì una condanna di tre anni. Una volta scontata la pena, nell'agosto del 1901 si recò a Le Havre, in Francia, per imbarcarsi sulla nave La Champagne diretta per gli Stati Uniti d'America.

### Soggiorno negli Stati Uniti e l'omicidio di Petrosino
Cascio Ferro giunse a Ellis Island, nel New Jersey, il 30 settembre del 1901. Trovato alloggio presso la sorella Francesca e il cognato a Manhattan (New York), si unì ben presto alla cosca di estorsori e falsari capeggiata da Giuseppe Morello e dai suoi fratellastri Vincenzo, Nicola e Ciro Terranova, mafiosi originari di Corleone, che lo coinvolsero nelle attività della «Mano Nera», attività che consistevano in estorsioni all'interno della comunità italiana di Little Italy, accompagnate da sfregi, danneggiamenti e minacce di morte per tutti coloro che rifiutavano di pagare loro il «pizzo» e di acquistare i dollari falsi stampati dalla loro banda. Nel 1902 Cascio Ferro, assieme ad altri tre associati, venne tratto in arresto dai servizi segreti statunitensi per contraffazione di banconote, ma non venne condannato perché riuscì a procurarsi un alibi.
Nel 1903 il detective italo-americano Joe Petrosino sospettò Cascio Ferro di essere uno dei responsabili del famigerato «delitto del barile» (il corpo orribilmente sfigurato del mafioso siciliano Gaspare Candella, membro della banda di Giuseppe Morello, fu trovato chiuso in un barile abbandonato in una strada), ma Cascio Ferro riuscì a sfuggire all'arresto scappando dapprima a New Orleans, in Louisiana, e poi l'anno successivo in Sicilia.
Nel 1909, quando Petrosino venne assassinato a Palermo nella centrale Piazza Marina, Cascio Ferro fu sospettato di essere stato l'autore dell'omicidio. Infatti, quando fu tratto in arresto, gli fu trovata addosso una fotografia di Petrosino, ma l'accusa decadde a causa dell'alibi fornitogli dall'onorevole Domenico De Michele Ferrantelli, deputato di Bivona, di cui Cascio Ferro era il più importante capo-elettore. L'onorevole affermò che nel momento in cui Petrosino fu ucciso, Cascio Ferro era ospite in casa sua.
Nel 2014, dopo oltre un secolo dall'assassinio del detective, alcune intercettazioni telefoniche svolte nell'ambito di una più vasta operazione di polizia hanno confermato il coinvolgimento di Cascio Ferro quale mandante dell'omicidio Petrosino e di Paolo Palazzotto quale esecutore.

### Declino e morte
Nel 1923 il sottoprefetto di Corleone segnalò Cascio Ferro al Ministero dell'interno come «uno dei peggiori pregiudicati, capacissimo di commettere ogni delitto».
Il 1º maggio del 1926 il Servizio Interprovinciale di Pubblica Sicurezza, creato dal «prefetto di ferro» Cesare Mori per arrestare i sospetti mafiosi, rastrellò la zona che include Bisacquino, Corleone e Contessa Entellina, arrestando 150 persone sospette, tra cui Cascio Ferro che fu accusato di omicidio. In un primo momento egli riuscì ad ottenere la libertà su cauzione ma fu arrestato di nuovo nel 1928 a Sambuca di Sicilia, comune dell'agrigentino, e tradotto nel carcere di Sciacca. Nel 1930 la Corte d'Assise di Agrigento lo condannò all'ergastolo per omicidio.
Vito Cascio Ferro morì nel 1943, di sete, mentre era ancora rinchiuso nel carcere di Pozzuoli (NA). Infatti fu letteralmente dimenticato durante l'evacuazione del carcere, i cui detenuti si era deciso di allontanare poiché su Napoli erano previsti bombardamenti aerei da parte anglo-americana.

## Televisione
Nel 1972 la Rai trasmise il seguitissimo sceneggiato Joe Petrosino, per la regia di Daniele D'Anza, in cui il personaggio di Vito Cascio Ferro fu interpretato dall'attore messinese Massimo Mollica.
Nel 2012 la Rai trasmise lo sceneggiato in due puntate Cesare Mori - Il prefetto di ferro, in cui la parte di Don Vito fu interpretata dall'attore tarantino Cosimo Cinieri.